# ファビアン・ハンビューヘン
ファビアン・ハンビューヘン（Fabian Hambüchen, 1987年10月25日- ）はドイツの男子体操競技選手。ドイツ西部のベルギッシュ・グラートバッハ出身。

## 略歴
2004年にはアテネオリンピックではアテネオリンピックドイツ選手団の男子選手の中で最も若い選手であった。この大会で彼は鉄棒で7位、団体で8位となった。
2007年の世界選手権は、ドイツ・シュトゥットガルトで開催された。地元の期待を一身に集め、鉄棒で金メダル・個人総合で銀メダルを獲得した。同国の「アスリート・オブ・ザ・イヤー2007」も受賞した。
2008年の北京オリンピックにも出場し鉄棒で銅メダルを獲得した。しかし個人総合優勝も期待された翌2009年の世界選手権は、直前に靱帯を断裂したため欠場した。翌年の世界選手権も体調が万全でないことから、種目を減らしての出場となったが、団体と鉄棒で銅メダルを獲得した。
2012年のロンドンオリンピックでは長年悩まされていた怪我が完治し万全の状態で臨んだが、メダルの期待された個人総合では鞍馬のミスが響き総合15位に終わる。だが得意の鉄棒では銀メダルを獲得した。
2016年のリオデジャネイロオリンピックでは団体と鉄棒で決勝に出場。鉄棒では4回目のオリンピック出場にして悲願の金メダルを手にした。

## 特徴
鉄棒を最大の得意種目にしており、豪快な離れ技が見せ場である。平行棒も得意種目の一つである。

6種目全てをこなすオールラウンダーであるが、鞍馬を非常に苦手としている。
日本との関わりは深く、2005年以降は合宿参加のため毎年来日しており、日本選手との交流も深く、その時の愛称は「ファビ」。また、日本国内においては同世代の内村航平のライバルとされることが多い。
東日本大震災により2011年世界体操競技選手権・東京大会の開催が危ぶまれたが、安全性をアピールする動画を世界に発信し開催実現に尽力した。

## 名前について
日本語においては、「ハンブッヘン」「ハンビュヘン」「ハンビュッフェン」「ハンブーヒェン」など、さまざまな表記がある。日本合宿時はファビと呼ばれている。